# Albert Ouédraogo
Albert Ouédraogo (Dori, 6 de abril de 1969) é um economista burkinabé, atual primeiros-ministro interino de Burquina Faso, após o Golpe de Estado em Burquina Fasso em 2022. Foi nomeado para o cargo pelo presidente Paul-Henri Sandaogo Damiba em 3 de março de 2022, após sua posse oficial.
Com o segundo golpe de estado no país, em 30 de setembro de 2022, Ouédraogo deixou de ser o primeiro-ministro, seu sucessor, o advogado Apollinaire Kyélem de Tambèla, foi confirmado em 23 de outubro pelo novo presidente interino Ibrahim Traoré.